# Wiesław Mysłek
Wiesław Mysłek (ur. 4 września 1929) – polski filozof, religioznawca i historyk. Profesor nauk humanistycznych.

## Życiorys
W 1953 ukończył studia w Wyższej Szkole Pedagogicznej w Krakowie, a w 1958 na Uniwersytecie Warszawskim. Był zatrudniony m.in. w Wyższej Szkole Nauk Społecznych przy Komitecie Centralnym PZPR.
Jest wiceprezesem Stowarzyszenia Marksistów Polskich.

## Wybrane publikacje
- Encykliki Leona XIII, Słupsk: Wydawnictwo Uczelniane WSP, 1997.
- Etyka zawodowa. Uwarunkowania, konteksty, zastosowania, Olsztyn: Wydawnictwo Uczelniane Wyższej Szkoły Informatyki i Ekonomii TWP, 2010.
- Geneza i ewolucja społeczno-politycznej doktryny papiestwa i polskiego episkopatu, Warszawa: WSNS, 1984.
- Historiozoficzny spór o miejsce i rolę katolicyzmu w Polsce, Warszawa: WSNS, 1984.
- Jan Paweł II wobec kwestii społecznej, Warszawa: Wydawnictwo Wyższej Szkoły Pedagogicznej TWP, 2008.
- Kierownictwo Kościoła rzymsko-katolickiego wobec Polski Ludowej 1944-1969 (materiały szkoleniowe), Warszawa: Centralny Ośrodek Doskonalenia Kadr Laickich, 1970.
- Kościół a sanacja. Wybór artykułów o stosunku Kościoła do państwa w międzywojennym dwudziestoleciu, Warszawa: Centralny Ośrodek Doskonalenia Kadr Laickich, 1965.
- Kościół katolicki i Tysiąclecie, Warszawa: "Iskry", 1963.
- Kościół katolicki w Polsce w latach 1918-1939. Zarys historyczny, Warszawa: "Książka i Wiedza", 1966.
- Kościół katolicki wobec spraw polityczno-ustrojowych. Wybór artykułów, Warszawa: Centralny Ośrodek Doskonalenia Kadr Laickich, 1965.
- Kościół współczesny, Warszawa: "Książka i Wiedza", 1963.
- Kościół współczesny. Dwadzieścia lat po Soborze Watykańskim II, Warszawa: PWN, 1985.
- Laikat i tzw. apostolstwo świeckich jako współczesne "świeckie ramię" Kościoła Rzymskokatolickiego, Warszawa: Wyższa Szkoła Nauk Społecznych przy KC PZPR. Zakład Polityki Wyznaniowej i Religioznawstwa, 1975.
- Oblicze polskiej hierarchii kościelnej i jej stosunek do ludowego państwa i przemian społeczno-politycznych, Warszawa: Wydawnictwo Ministerstwa Obrony Narodowej, 1966.
- Polityka wyznaniowa Polski Ludowej. Przesłanki i realizacja, Warszawa: "Iskry", 1970.
- Przedmurze (szkice z dziejów Kościoła katolickiego w II Rzeczypospolitej), Warszawa: Wydawnictwo Spółdzielcze, 1987.
- Socjalizm i katolicyzm. Polskie spotkanie w dialogu, Warszawa: Krajowa Agencja Wydawnicza, 1978.
- Społeczno-polityczna doktryna Kościoła papieży Jana XXIII i Pawła VI, Warszawa: PWN, 1988.
- Stosunek partii i państwa ludowego do religii, Kościoła i wierzących, Warszawa: 1967.
- Techniki "duszpasterskie" w środowisku młodzieży, Warszawa: Centralny Ośrodek Doskonalenia Kadr Laickich, 1964.
- Wierzący i socjalizm, Warszawa: Książka i Wiedza, 1966.
- Współczesna chadecja i chadecki ruch zawodowy, Warszawa: WSNS, 1984.
- Wychowanie światopoglądowe, Warszawa: Wydawnictwo Ministerstwa Obrony Narodowej, 1979.
- Z problemów polityki wschodniej Kościoła katolickiego w Polsce w latach 1918-1939. Szkice, Warszawa: Centralny Ośrodek Doskonalenia Kadr Laickich, 1967.
- Zmiany w polityce Watykanu wobec socjalizmu oraz w kierunkach działalności Kościoła katolickiego w Polsce, Warszawa: Towarzystwo Krzewienia Kultury Świeckiej, 1972[2].

## Odznaczenia
- Złota Odznaka Honorowa Towarzystwa Przyjaźni Polsko-Radzieckiej (1968)[3]